# Slippery When Wet
Slippery When Wet — третий студийный альбом группы Bon Jovi, выпущенный в августе 1986 года на Vertigo Records. Альбом включает в себя песни, которые сейчас считаются самыми известными песнями Bon Jovi, например «You Give Love a Bad Name», «Livin' on a Prayer» и «Wanted Dead Or Alive». Альбом провёл восемь недель на 1 месте The Billboard 200.
Slippery When Wet является самым продаваемым альбомом группы. В США было продано 12 миллионов копий, а во всём мире — более 28 миллионов. Альбом получил бриллиантовую сертификацию от Recording Industry Association of America. Он был назван самым продаваемым альбомом 1987 года журналом Billboard, и на данный момент является 21-м за всё время. Также альбом включён в книгу 1001 Albums You Must Hear Before You Die.

## Фон
Несмотря на умеренный успех 7800° Fahrenheit, Bon Jovi не смогли стать суперзвёздами, которыми они надеялись стать, и сменили их отношение по поводу следующего альбома. Наняв профессионального автора песен Дезмонда Чайлда как поддержку, группа написала 30 песен и сыграла их для местных тинейджеров из Нью-Джерси и Нью Йорка, основывая трек-лист для альбома на их мнениях. Брюс Фэйрберн был выбран главным продюсером альбома, а Боб Рок взялся за сведение.

## Написание и композиция
Большинство песен в альбоме было написано Джоном Бон Джови и Ричи Самборой, кроме «You Give Love A Bad Name», «Livin' on a Prayer», и «Without Love», соавтором которых был Дезмонд Чайлд. Чайлд был нанят звукозаписывающей компанией, чтобы помочь Джону и Ричи написать несколько песен. Это был первый раз, когда Чайлд работал с Джоном и Ричи. Он приехал в Нью-Джерси, где они работали над этим в подвале дома матери Самборы.
Джон Бон Джови сначала не хотел включать «Livin' on a Prayer» в альбом, так как он считал, что песня была не очень хорошей. Ричи Самбора был уверен, что она была бы хитом, и группа перезаписала её, выпуская вторую версию в альбоме. Она стала одной из самых популярных и узнаваемых песен группы. К песне есть отсылки в хитовом сингле Bon Jovi 2000 года «It’s My Life» и в некоторых других. Оригинальное демо, которое не нравилось Джону, вошло как скрытый трек в бокс-сет 2004 года 100,000,000 Bon Jovi Fans Can't Be Wrong.
Одной из песен, написанной во время создания альбома, была «Edge of a Broken Heart», которая не была включена в финальную версию альбома. Она сначала была выпущена на саундтреке к фильма 1987 года Санитары-хулиганы и позже в бокс-сете и 2-CD издании Cross Road.
Джон Бон Джови с тех пор говорил (из заметок в буклете бокс-сета и на DVD (диск 5)), что эту песню надо было включить в альбом. Джон говорил «Она абсолютно подходила к Slippery — она могла быть на нём и должна была. Это моё формальное извинение.» Джон также упоминал, что это была та эра, в которой он думал, что «Livin' on a Prayer» не станет хитом, и он никогда не утверждал, что он хорош в поиске хитов.

## Название и обложка
Альбом пережил несколько смен названия, включая «Wanted Dead Or Alive» (была выпущена обложка, на которой участники группы были одеты в ковбоев; обложка была позже использована для одноимённого сингла), Slippery When Wet был последним вариантом. Согласно словам Джона Бон Джови в интервью с DVD бокс-сета 100,000,000 Bon Jovi Fans Can't Be Wrong, рабочими названиями альбома были Wanted Dead Or Alive и Guns N’ Roses; позже группа решила назвать альбом Slippery When Wet после посещения стрип-клубов в Ванкувере.
На обложке изображён чёрный пакет для мусора с написанными по воде словами «Slippery When Wet». Оригинальной обложкой была женщина в мокрой жёлтой футболке с названием альбома. Эта версия обложки была заменена на мокрый пакет незадолго до релиза, в основном из-за того, что Джон Бон Джови ненавидел розовую границу. Единственное исключение — Япония, где большинство изданий альбома включают оригинальную обложку.
Ещё одной причиной были требования Walmart, одного из самых больших музыкальных магазинов Америки.

## Приём
Альбом стал большим коммерческим успехом. Между 1986 и 1987, Slippery When Wet произвёл несколько хитовых синглов, включая три хита, попавших в Топ-10 Billboard Hot 100, два из которых («You Give Love a Bad Name» и «Livin' on a Prayer») достигли 1 места, делая Bon Jovi первой хард-рок-группой, выпустившей два #1-хита подряд. Третий сингл «Wanted Dead Or Alive» достиг 7 места, делая Slippery When Wet первым хард-рок альбомом, включающим три хита, попавших в Топ-10 Billboard Hot 100.
Альбом достиг 1 места на Billboard 200, став первым #1-альбомом Bon Jovi в США. Он также сумел продержаться в Топ-5 38 недель, включая 8 недель на 1 месте. Slippery When Wet был самым продаваемым альбомом 1987 года в США, и вскоре получил бриллиантовую сертификацию RIAA. На данный момент продано 12 миллионов копий, делая его 48-м самым продаваемым альбомом в США.
В Великобритании, Slippery When Wet достиг 6 места и провёл 107 недель в Топ-75, 23 из них в Топ-20. Альбом стал самым продаваемым альбомом Bon Jovi в Великобритании, получил 3х Платиновую сертификацию BPI. Альбом также получил бриллиантовый статус в Канаде и 6х Платиновый в Австралии.
В 2002 году альбом занял 21-ю позицию в рейтинге «100 лучших рок-альбомов всех времён» по версии журнала Classic Rock. Журнал Kerrang! поместил альбом на 44 место среди «100 лучших хэви-метал альбомов».

## Критика
Авторы информационно-справочного издания «РОК 1955—1991» отмечают, что, по сравнению с предыдущими альбомами группы, в альбоме «Slippery When Wet» музыканты заметно расширили палитру своего звучания. Возможно, именно это вывело Bon Jovi в ранг звёзд:

Соединив «хэви метал», лёгкий поп, мотивы ковбойских песен, они добились того, что их диски покупают поклонники всех этих направлений.— Айвазян А. А. и др. РОК. 1955/1991: Информационно-справочное издание.. — СПб.: Триал, 1992. — С. 286. — 424 с. — ISBN 5-7601-0001-7.

## Список композиций
| №   | Название                   | Автор(ы)                          | Длительность |
| --- | -------------------------- | --------------------------------- | ------------ |
| 1.  | «Let It Rock»              | Джон Бон Джови, Ричи Самбора      | 5:25         |
| 2.  | «You Give Love a Bad Name» | Бон Джови, Самбора, Дезмонд Чайлд | 3:44         |
| 3.  | «Livin' on a Prayer»       | Бон Джови, Самбора, Чайлд         | 4:09         |
| 4.  | «Social Disease»           | Бон Джови, Самбора                | 4:18         |
| 5.  | «Wanted Dead or Alive»     | Бон Джови, Самбора                | 5:08         |
| 6.  | «Raise Your Hands»         | Бон Джови, Самбора                | 4:16         |
| 7.  | «Without Love»             | Бон Джови, Самбора, Чайлд         | 3:30         |
| 8.  | «I'd Die For You»          | Бон Джови, Самбора, Чайлд         | 4:30         |
| 9.  | «Never Say Goodbye»        | Бон Джови, Самбора                | 4:48         |
| 10. | «Wild in the Streets»      | Бон Джови                         | 3:54         |

| №   | Название                                      | Автор(ы)                  | Длительность |
| --- | --------------------------------------------- | ------------------------- | ------------ |
| 11. | «Wanted Dead or Alive» (Live @ Уэмбли, 1995)  | Бон Джови, Самбора        |              |
| 12. | «Livin' on a Prayer» (Live @ США, 1987)       | Бон Джови, Самбора, Чайлд |              |
| 13. | «You Give Love a Bad Name» (Live @ США, 1987) | Бон Джови, Самбора, Чайлд |              |
| 14. | «Wild in the Streets» (Live @ Уэмбли, 1995)   | Бон Джови                 |              |
| 15. | «Borderline»                                  | Бон Джови, Самбора        |              |
| 16. | «Edge of a Broken Heart»                      | Бон Джови, Самбора        |              |
| 17. | «Never Say Goodbye» (Live, Acoustic)          | Бон Джови, Самбора        |              |

| №   | Название                                      | Автор(ы)                  | Длительность |
| --- | --------------------------------------------- | ------------------------- | ------------ |
| 11. | «You Give Love a Bad Name» (Live @ США, 1987) | Бон Джови, Самбора, Чайлд |              |
| 12. | «Livin' on a Prayer» (Live @ США, 2008)       | Бон Джови, Самбора, Чайлд |              |
| 13. | «Wanted Dead or Alive» (Live, Acoustic)       | Бон Джови, Самбора        |              |

## Участники записи
| - Джон Бон Джови — главный вокал, ритм-гитара - Ричи Самбора — гитара, бэк-вокал, ток-бокс на «Livin' on a Prayer» - Алек Джон Сач — бас-гитара, бэк-вокал - Тико Торрес — барабаны - Дэвид Брайан — клавишные, бэк-вокал | - Брюс Фэйрберн — продюсер - Боб Рок — звукорежиссёр, сведение - Тим Крич — ассистент звукорежиссёра - Том Кинлисайд — валторна - Билл Леви — оформление - Джордж Марино — мастеринг - Лема Мун — валторна - Марк Висс — фотография |

## Чарты
| Чарты          | Позиция |
| -------------- | ------- |
| Австралия      | 1       |
| Канада         | 1       |
| Финляндия      | 1       |
| Германия       | 11      |
| Япония         | 10      |
| Новая Зеландия | 1       |
| Норвегия       | 1       |
| Швеция         | 3       |
| Швейцария      | 1       |
| Нидерланды     | 2       |
| Великобритания | 6       |
| США            | 1       |

| Год  | Сингл                      | Чарты                                        | Позиция |
| ---- | -------------------------- | -------------------------------------------- | ------- |
| 1986 | «You Give Love a Bad Name» | The Billboard Hot 100 Mainstream Rock Tracks | 1 9     |
| 1986 | «Wanted Dead or Alive»     | The Billboard Hot 100 Mainstream Rock Tracks | 7 13    |
| 1987 | «Livin' on a Prayer»       | The Billboard Hot 100 Mainstream Rock Tracks | 1       |
| 1987 | «Never Say Goodbye»        | Mainstream Rock Tracks                       | 11      |

## Сертификации
| Организация | Уровень | Дата |
| ----------- | --- | --- |
| RIAA — США  | Золото Платина 2х Платина 3х Платина 4х Платина 5х Платина 6х Платина 7х Платина 8х Платина 9х Платина 10х Платина 11х Платина 12х Платина | 15 октября 1986 6 ноября 1986 9 декабря 1986 6 января 1987 20 января 1987 19 февраля 1987 27 апреля 1987 21 августа 1987 29 ноября 1989 21 октября 1993 18 ноября 1994 10 октября 1995 |